# Ophiosimulans
Ophiosimulans is een monotypisch geslacht van schimmels behorend tot de familie Phaeosphaeriaceae. Het bevat alleen Ophiosimulans tanaceti.